# Alte Schule (Bredenbeck)

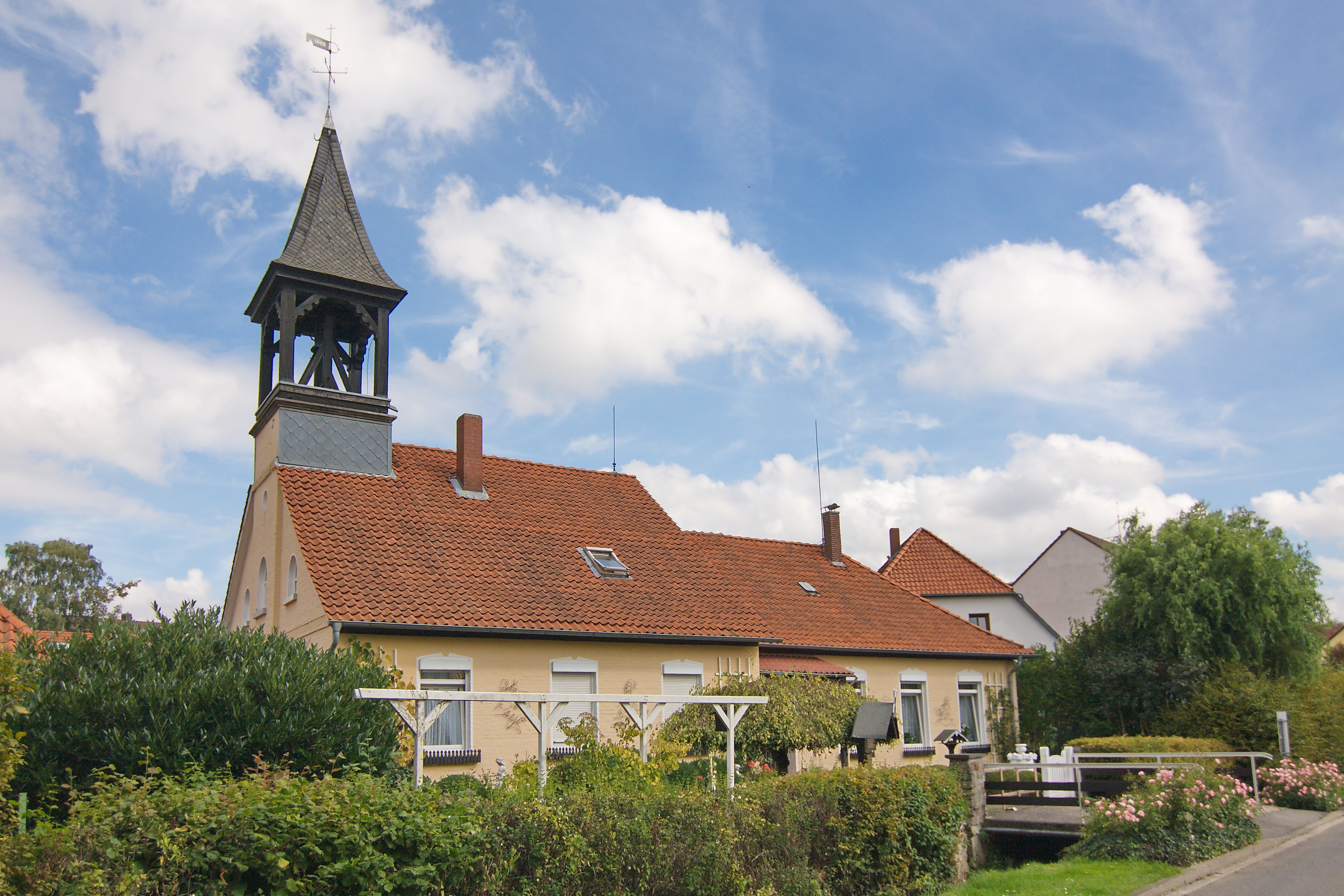
Altes Schulhaus von 1848

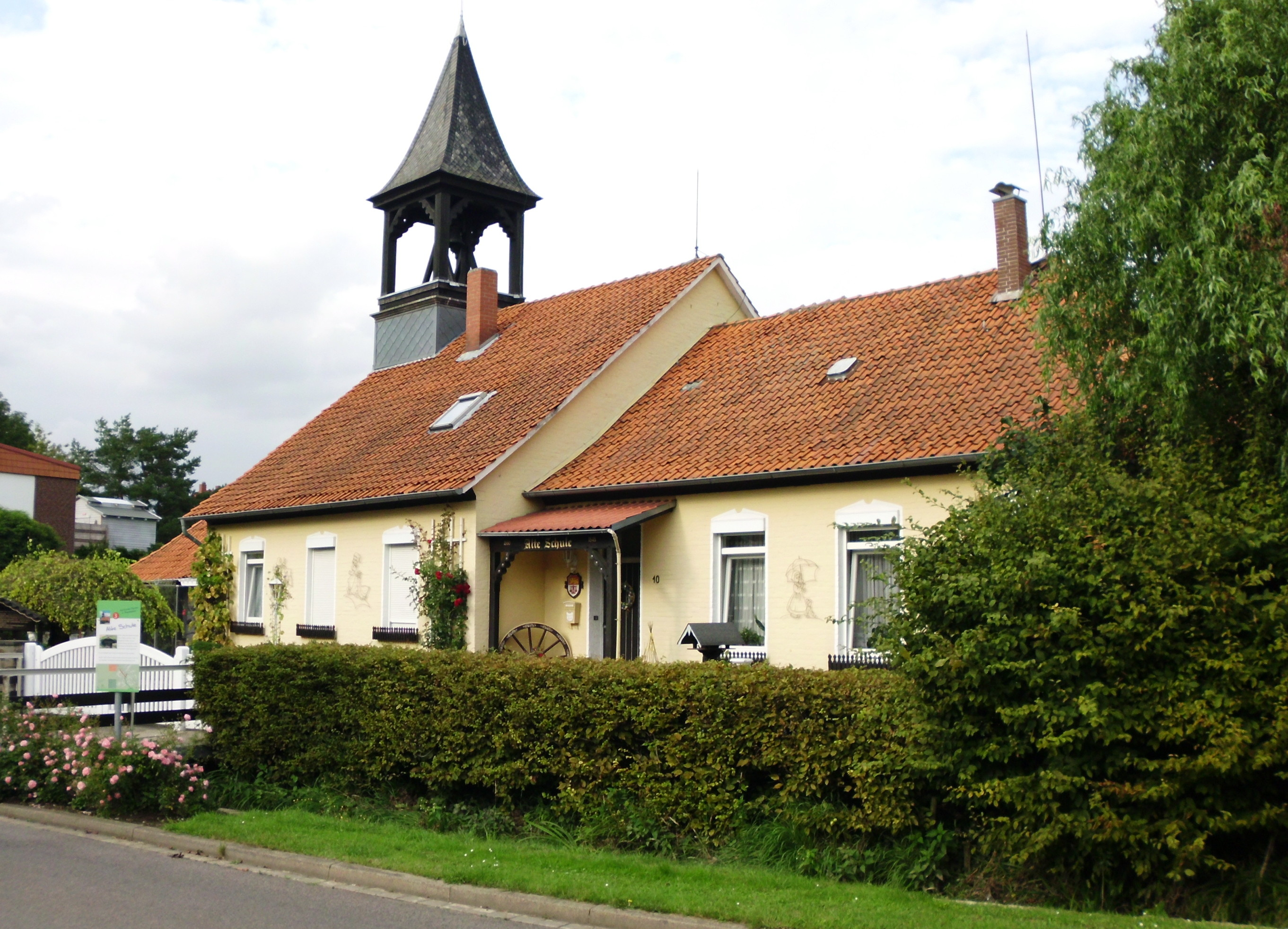
Schulhaus

Die Alte Schule in Bredenbeck ist ein Baudenkmal in der Gemeinde Wennigsen. Sie steht an der Straße An der Beeke, Hausnummer 10. Es handelt sich um einen kleinen, ortstypischen Backsteinbau in klassizistischer Bauweise.

## Geschichte
Unter dem Patronat der in Bredenbeck ansässigen Freiherren Knigge wurde sie vom königlichen Oberhofbaudirektor Georg Ludwig Friedrich Laves im Jahr 1848 errichtet. Im Jahr 1860 wurde das Gebäude um eine Lehrerwohnung ergänzt. Im Dachreiter ist die Schulglocke untergebracht, die in Hannover-Linden gegossen wurde.
Genutzt wurde das Gebäude als Schule bis 1920, später als Sitz der Bredenbecker Gemeindeverwaltung und zu Wohnzwecken. Die ehemalige Schule befindet sich seit 1974 in Privatbesitz und ist mit Szenen aus dem historischen Alltag Bredenbecks bemalt.